# Ptochophyle medioplaga
Ptochophyle medioplaga är en fjärilsart som beskrevs av Swinhoe 1902. Ptochophyle medioplaga ingår i släktet Ptochophyle och familjen mätare. Inga underarter finns listade.